# Onthophagus ursinus
Onthophagus ursinus är en skalbaggsart som beskrevs av D'orbigny 1902. Onthophagus ursinus ingår i släktet Onthophagus och familjen bladhorningar. Inga underarter finns listade i Catalogue of Life.